# Afrikaspiele 2015/Tennis
Bei den Afrikaspielen 2015 in Brazzaville wurden vom 11. bis 18. September 2015 sechs Wettbewerbe im Tennis ausgetragen.

## Herren

### Einzel
| Platz | Land                         | Spieler       |
| ----- | ---------------------------- | ------------- |
| 1     | Demokratische Republik Kongo | Denis Indondo |
| 2     | Benin                        | Alexis Klegou |
| 3     | Simbabwe                     | Mark Fynn     |

### Doppel
| Platz | Land                         | Spieler                           |
| ----- | ---------------------------- | --------------------------------- |
| 1     | Ghana                        | Wisdom Na Ajdrago George Darko    |
| 2     | Demokratische Republik Kongo | Denis Indondo Sarma Nkulufa       |
| 3     | Senegal                      | Oumar Ka Yannick Raynond Languina |
| 3     | Lesotho                      | Bishop Mosebi Lebelo Mosehle      |

### Mannschaft
| Platz | Land                         |
| ----- | ---------------------------- |
| 1     | Demokratische Republik Kongo |
| 2     | Nigeria                      |
| 3     | Simbabwe                     |
| 3     | Ägypten                      |

## Damen

### Einzel
| Platz | Land       | Spielerin              |
| ----- | ---------- | ---------------------- |
| 1     | Ägypten    | Sandra Samir           |
| 2     | Madagaskar | Zarah Razafimahatratra |
| 3     | Simbabwe   | Valeria Bhunu          |

### Doppel
| Platz | Land     | Spielerinnen                       |
| ----- | -------- | ---------------------------------- |
| 1     | Ägypten  | Ola Abou Zekry Sandra Samir        |
| 2     | Ägypten  | Dona Abohabaga Moura Ishak         |
| 3     | Nigeria  | Melissa Ifidzhen Elizabeth Pam     |
| 3     | Simbabwe | Valeria Bhunu Pauline Chawafambira |

### Mannschaft
| Platz | Land           |
| ----- | -------------- |
| 1     | Ägypten        |
| 2     | Republik Kongo |
| 3     | Simbabwe       |
| 3     | Nigeria        |

## Medaillenspiegel
| Platz | Land                         | Gold | Silber | Bronze | Gesamt |
| ----- | ---------------------------- | ---- | ------ | ------ | ------ |
| 01    | Ägypten                      | 3    | 1      | 1      | 5      |
| 02    | Demokratische Republik Kongo | 2    | 1      | —      | 3      |
| 03    | Ghana                        | 1    | —      | —      | 1      |
| 04    | Nigeria                      | —    | 1      | 2      | 3      |
| 05    | Benin                        | —    | 1      | —      | 1      |
| 05    | Republik Kongo               | —    | 1      | —      | 1      |
| 05    | Madagaskar                   | —    | 1      | —      | 1      |
| 08    | Simbabwe                     | —    | —      | 5      | 5      |
| 09    | Lesotho                      | —    | —      | 1      | 1      |
| 09    | Senegal                      | —    | —      | 1      | 1      |